# Сигма Весов
Сигма Весов (лат. σ Librae), 20 Весов (лат. 20 Librae), HD 133216 — пульсирующая переменная звезда в созвездии Весов. Имеет несколько исторических названий:
- Брахиум (Brachium) от латинского «рука» или «лапа»[9]. Байер дал это название, ссылаясь на Вергилия. Причём это название относилось им к γ Скорпиона.
- Корну (Cornu) от латинского «усики насекомого (Скорпиона)»[9]. Это название также было дано Байером, при этом он ссылался на неназванного им автора. Оно также относилось к γ Скорпиона.
- Зубен-Хакраби (Zubenhakrabi) от арабского слова, означающего «клешня Скорпиона»[10], так как созвездие Весов считалось «клешнями» Скорпиона.

Звезда долгое время принадлежала к созвездию Скорпиона, но она лежала так далеко от ярких звёзд созвездия и настолько близко к ярким звёздам созвездия Весы, что в девятнадцатом веке Бенджамин Гулд (Benjamin Gould) «передал» эту звезду созвездию Весы, обозначив её как σ. Также Элайя Бурритт (Elijah Burritt) отдал название Зубен Хакраби η Весов.
Брахиум не очень яркая звезда третьей звёздной величина (+3,29m) спектрального класса M3, скорее всего красный гигант. Находясь на расстояния 290 световых лет звезда светит в 1900 раз сильнее Солнца, её красноватая поверхность имеет температуру 3600 K, а её радиус в 110 раз больше солнечного и составляет 0,52 а. е. Будь она на месте нашего Солнца, граница её поверхности находилась бы на полпути между Меркурием и Венерой.
Брахиум — полуправильная переменная звезда типа SRb, которая, пульсируя, меняет свою яркость на 0.26m с периодом 20 дней. Звезда находится на заключительной стадии звёздной эволюции. Имея массу в 2 (неточно) солнечных и углеродно-кислородное ядро, она увеличивается в размерах, и становится ярче второй раз в своей жизни (первый раз это событие произошло, когда в результате термоядерных реакций образовалось гелиевое ядро). В будущем она ещё больше увеличится в размерах, станет ещё более яркой долгопериодичной переменной типа Миры, в конечном счете сбросит свою внешнюю оболочку, обнажив углеродно-кислородное ядро, чтобы стать ещё одним белым карликом. Звезда довольно хорошо исследована: никаких признаков компаньона, пылевого диска или аномалий в химическом составе не обнаружено..